# Stabilitätsgefährdung

Ein Stab, der auf Druck beansprucht wird, kann knickgefährdet sein

Eine Stabilitätsgefährdung liegt bei schlanken Bauteilen vor, die mit einer knickrelevanten (bzw. beulrelevanten) Last belastet werden und muss nach der Theorie II. Ordnung nachgewiesen werden.
Das bekannteste Beispiel für Stabilitätsgefährdung ist Knicken, bei dem ein Stab, der unter einer axialen Druckkraft steht, seitlich ausweicht.
Beim Knicken folgt aus einer Auslenkung (z. B. einer Imperfektion), dass es einen Hebelarm zwischen der Stabachse und der Wirkungslinie der Normalkraft gibt, diese führt in der Theorie II. Ordnung zu einem Biegemoment. Dieses Biegemoment führt zu einer einseitigen Belastung des Querschnitts, wodurch sich die Durchbiegung bzw. Auslenkung weiter erhöht. Dies führt mathematisch bei einem perfekt geraden Stab zu einer Verzweigungslast:
{\displaystyle N_{\mathrm {cr} }={\frac {\pi ^{2}\,EI}{s^{2}}}}
- {\displaystyle EI}: Biegesteifigkeit
- {\displaystyle \pi }: Kreiszahl
- {\displaystyle s}: Knicklänge

Bei dieser Verzweigungslast ist der Stab mathematisch in einem indifferenten Gleichgewicht, bei dem die Auslenkung beliebig ist.
Bei Bauwerken muss man dies so bemessen, dass sie eine geringe Versagenswahrscheinlichkeit haben. Des Weiteren sollte man darauf achten, dass sich ein Versagen ankündigt und Menschenleben noch rechtzeitig gerettet werden können. Da Knicken unter einer reinen Drucknormalkraft eines geraden Stabes einen schlagartigen Verlust des Gleichgewichts darstellt und sich Verformungen nicht vorher ankündigen, muss die Wahrscheinlichkeit, dass ein Bauteil zufolge Stabilitätsversagen versagt, minimiert werden. Ob eine Stabilitätsgefährdung vorliegt, wird im Eurocode für verschiedene Materialien unterschiedlich geregelt.

## Stahlbau
Stabilitätsgefährdung liegt laut aktuellen Normen vor, wenn die auf einen Stab einwirkende Druckkraft zehn Prozent der idealen Knickdruckkraft erreicht oder übersteigt, es gilt:
{\displaystyle N<0,\qquad N\geq {\frac {P_{Ki}}{10}}}
Ist ein Stab stabilitätsgefährdend, so muss er nach Stabtheorie II. Ordnung berechnet werden. Weiters müssen geometrische Ersatzimperfektionen (so genannte „Vorverformungen“) in Rechnung gestellt werden.

## Betonbau
Gemäß Eurocode 2, der Norm für die  Bemessung und Konstruktion von Stahlbeton- und Spannbetontragwerken, dürfen die Auswirkungen nach Theorie II. Ordnung vernachlässigt werden, wenn die Schlankheit unterhalb eines Grenzwertes liegt, der dem Nationalen Anhang entnommen werden darf.
Der empfohlene Wert für die Grenzschlankheit ist:
{\displaystyle \lambda ={\frac {20\cdot A\cdot B}{\sqrt {n}}}} 
mit
- {\displaystyle A={\frac {1}{1+0{,}2\varphi _{\text{ef}}}}}[4] (vereinfacht darf {\displaystyle A=0{,}7}[4] angenommen werden)
  - {\displaystyle \varphi _{\text{ef}}} effektive Kriechzahl[4]
- {\displaystyle B={\sqrt {1+2\omega }}}[4] (vereinfacht darf {\displaystyle B=1{,}1}[4] angenommen werden)
  - {\displaystyle \omega ={\frac {A_{y}\cdot f_{yd}}{A_{c}\cdot f_{cd}}}}[4] mechanischer Bewehrungsgrad[4]
- {\displaystyle C=1{,}7-r_{m}}[4] (vereinfacht darf {\displaystyle C=0{,}7}[4] angenommen werden)
  - {\displaystyle r_{m}={\frac {M_{1}}{M_{2}}}}[4]
    - {\displaystyle M_{1}} und {\displaystyle M_{2}} die Endmomente nach Theorie I. Ordnung mit {\displaystyle |M_{2}|>M_{1}}[5][4]

## Holzbau
Im Eurocode 5 soll Biegeknicken von Druckstäben angenommen werden zu:
{\displaystyle \lambda _{{\text{rel}},z}={\frac {\lambda }{\pi }}\cdot {\sqrt {\frac {f_{c{,}0{,}k}}{E_{0{,}05}}}}}
{\displaystyle \beta _{c}=0{,}2} für Vollholz
{\displaystyle k_{z}=0{,}5\cdot (1+\beta _{c}\cdot (\lambda _{{\text{rel}},z}-0{,}3)+\lambda _{{\text{rel}},z}^{2})}
{\displaystyle k_{c,z}={\frac {1}{k_{z}+{\sqrt {k_{z}^{2}-\lambda _{rel,z}^{2}}}}}}
{\displaystyle {\frac {\sigma _{c,0,d}}{k_{c,z}\cdot f_{c,0,d}}}+k_{m}{\frac {\sigma _{m,y,d}}{f_{m,y,d}}}+{\frac {\sigma _{m,z,d}}{f_{m,z,d}}}\leq 1}